# Caballete (arquitectura)

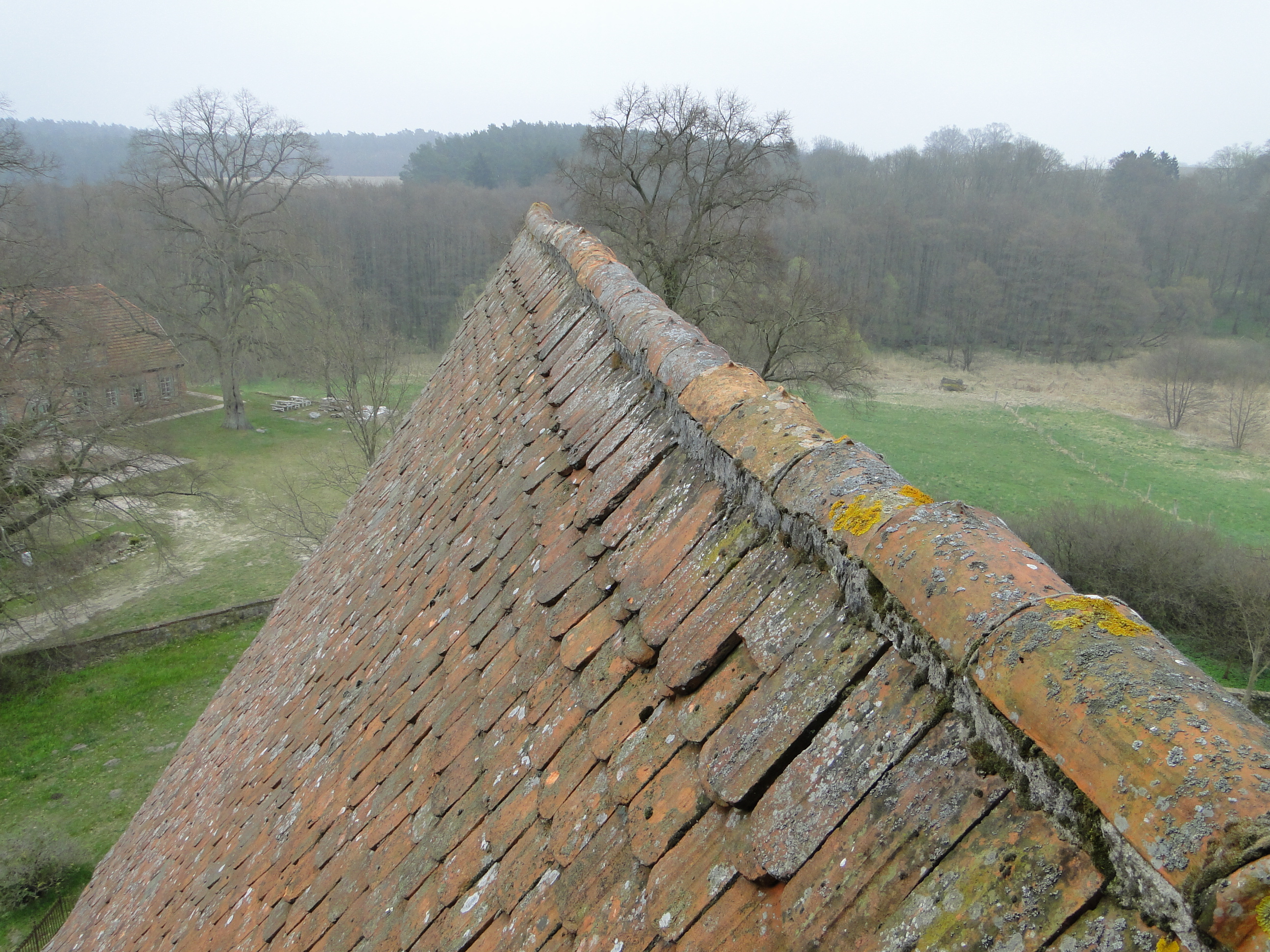
Caballete en la parte superior de un tejado

Se llama caballete a la parte más alta de un tejado que forma una línea horizontal de la que penden las vertientes. El caballete de un muro se suele llamar hilada de coronación, la cual suele proyectarse a ambos lados de la pared para brindar una cubierta de protección así como una función ornamental.
Los caballetes se hallan a veces coronados con motivos de ornamentación como cresterías y espigas. Existen en la parte más alta de ciertos edificios góticos muy hermosos ejemplares de caballetes cuyos bordes inferiores forman ornatos flameantes. Ciertos pabellones del Louvre están también decorados con caballetes cubiertos de ricos motivos de ornamentación. 
Los caballetes de los edificios del Renacimiento ofrecen casi todos magníficos ejemplares de esta moda ornamental. 

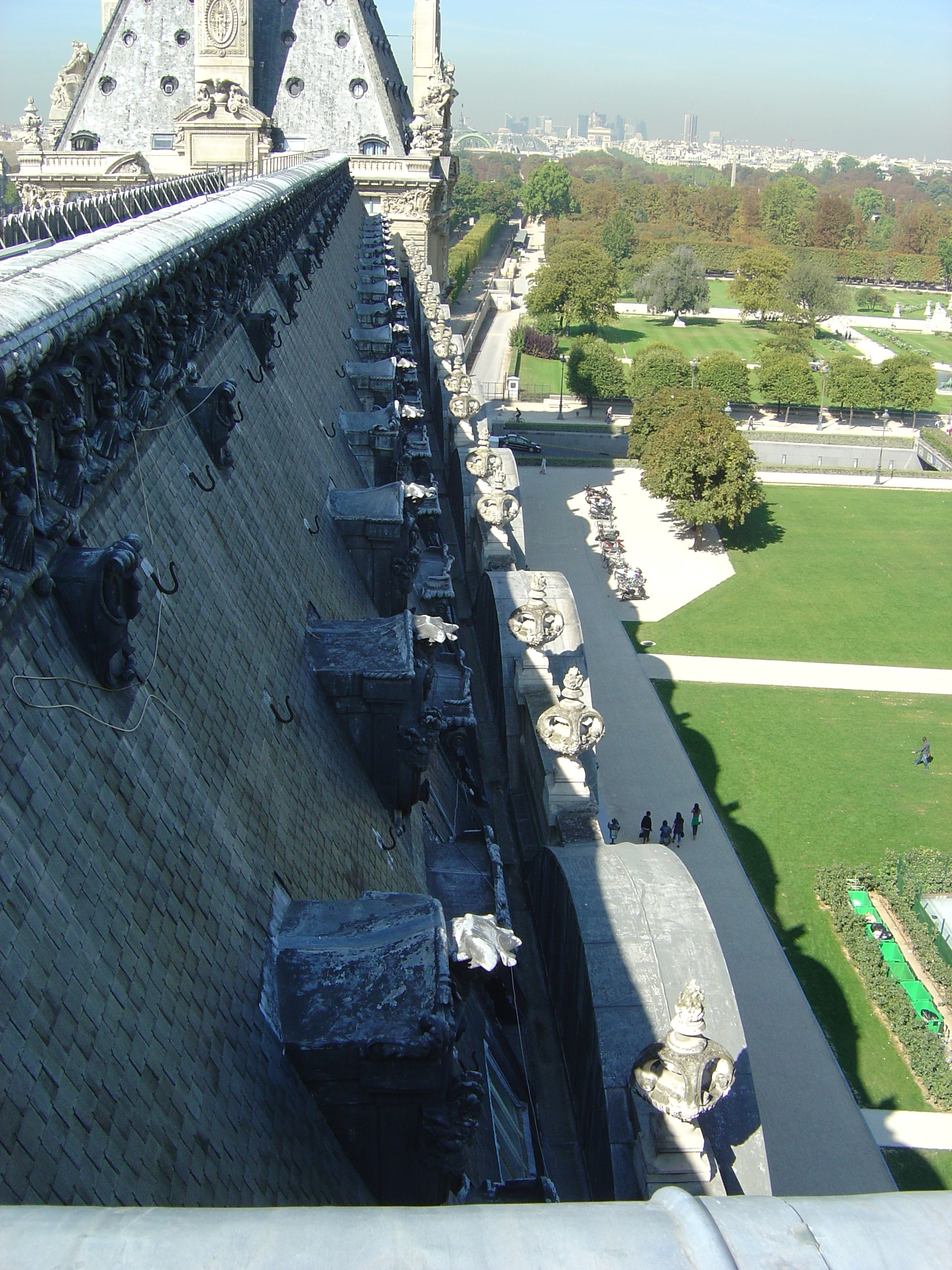
Caballete decorado en el Palacio del Louvre (París)
Caballete ornamentado en Honolulu
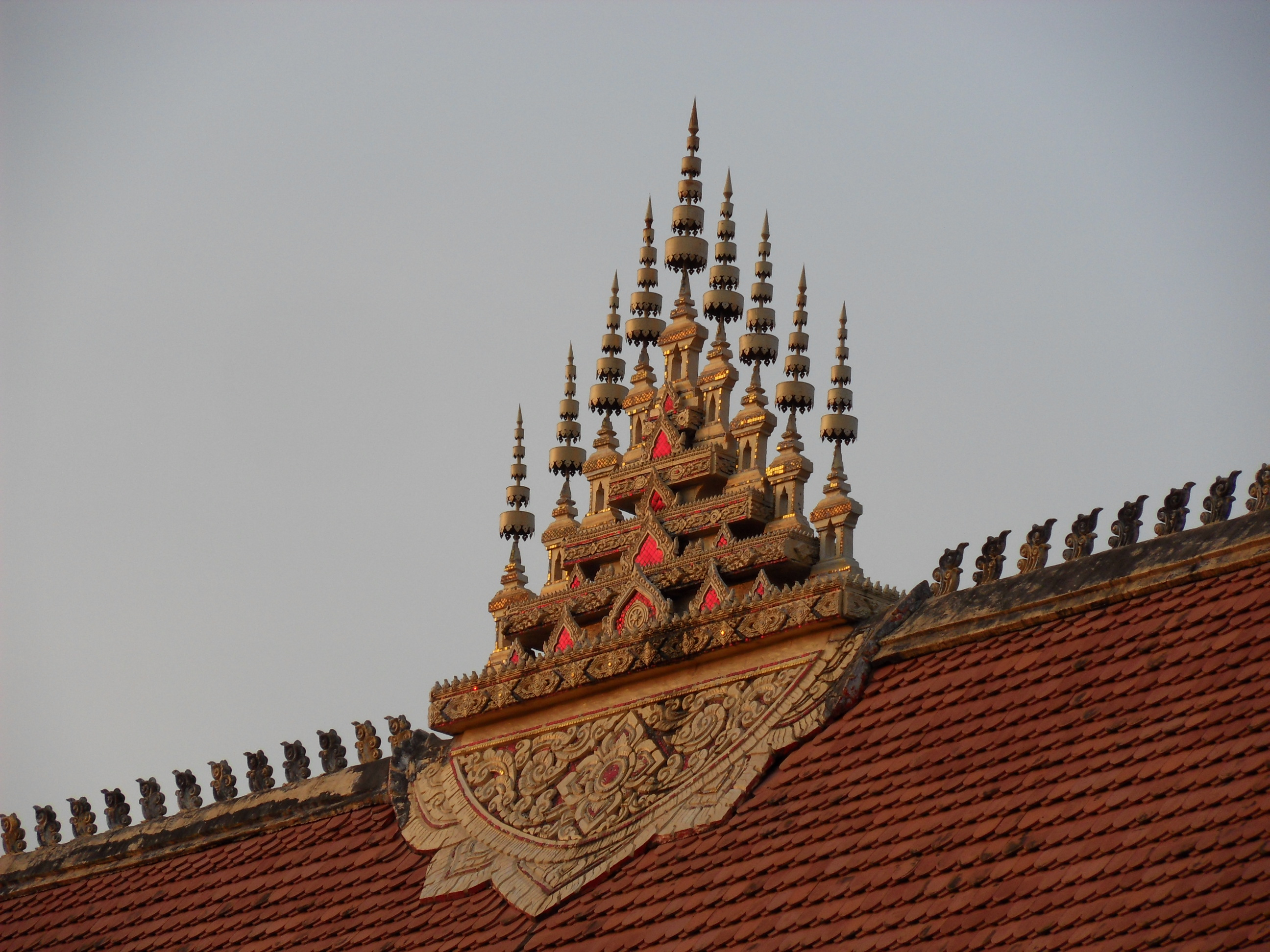
Crestería en un templo de Laos
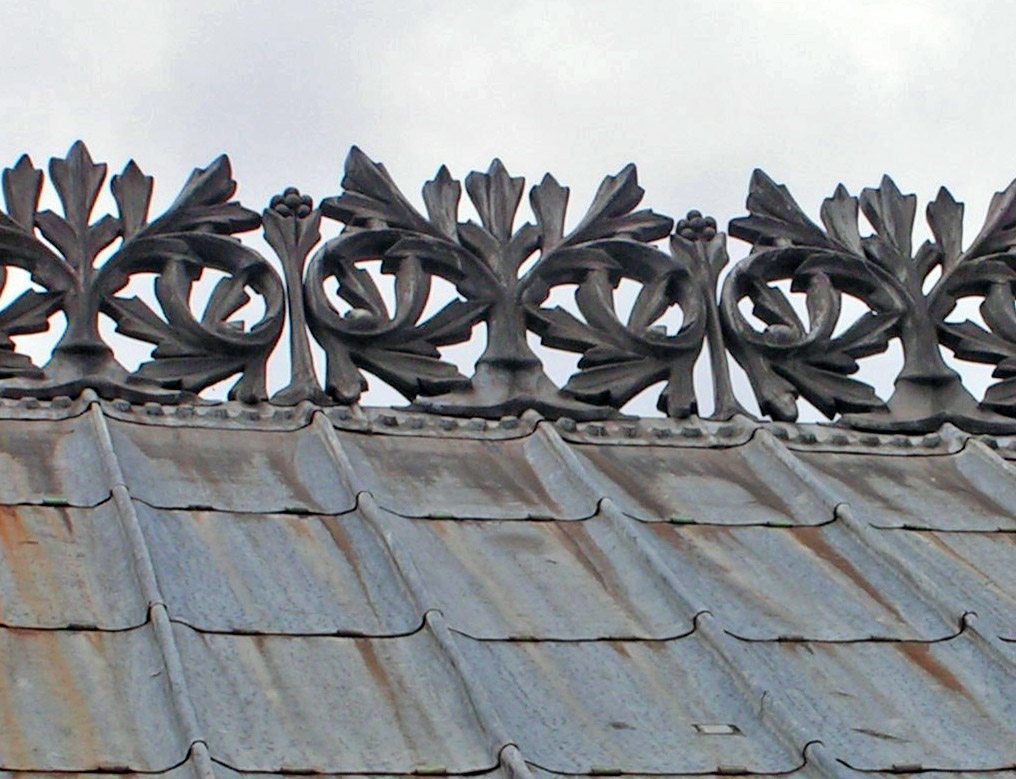
Detalle del tejado de Notre Dame de París antes del incendio de 2015